# Кубок України з гандболу серед жінок 2022—2023
Кубок України з гандболу 2022—2023 — гандбольний турнір за Кубок України серед українських жіночих команд. Проводився ввосьме після відновлення у 2016 році. Турнір складався з двох раундів та «фіналу чотирьох», в ньому взяло участь 11 команд.
Жеребкування пар-учасниць 1/8 фіналу відбулось 13 січня 2023 року. Команди були розділені у 2 «кошики». До першого потрапили 5 команд Суперліги: «Львівська політехніка-ЛФКС» (м. Львів), «Карпати-ШВСМ» (м. Ужгород), «Спартак-ШВСМ» (м. Київ), «БСФК» (Київського обласного спортивного фахового коледжу) (м. Бровари), «ДЮСШ-1-ХНУ» (м. Хмельницький), до другого — 5 команд Вищої ліги: «Рівне-ДЮСШ-4» (м. Рівне), «ЗУНУ-Енерго ШВСМ» (м. Тернопіль), «Дніпро-ДЮСШ-1» (м. Кам'янське), «ДонДУВС-ДЮСШ-4» (м. Кривий Ріг), «Суми-У» (м. Суми). Львівська «Галичанка», як чинний володар Кубка України приєднається до боротьби у Фіналі чотирьох.
У зв'язку з введенням на всій території Україні воєнного стану обидва матчі 1/8 фіналу було проведено у форматі з'їздного туру 11 та 12 березня 2023 р. в Рівному та Ужгороді. Ужгородські «Карпати», які отримали у 1/8 фіналу технічну перемогу потрапляють у «фінал чотирьох».
До 1/4 фіналу потрапило 4 переможці у своїх парах. На цій стадії команди шляхом жеребкування були поділені на дві пари. Обидва чвертьфінальні матчі було проведено у форматі з'їзного туру 22 та 23 квітня 2023 р. в Броварах.
У Фіналі чотирьох грали «Львівська політехніка-ЛФКС», «ДЮСШ-1-ХНУ», «Карпати-ШВСМ» і «Галичанка». Матчі пройшли на одному майданчику протягом двох днів. Переможці в своїх парах у другий день змагань розіграли головний трофей турніру, а команди, що зазнали поразки — матч за третє місце. Володар Кубку України отримує право на участь в розіграші Європейського кубка.

## 1/8 фіналу
11, 12 березня 2023 р., м. Рівне  
«Рівне-ДЮСШ-4» — «БСФК» («КОСФК») 27:28, 18:32
«Дніпро-ДЮСШ-1» — «Львівська політехніка-ЛФКС» 25:48, 27:42
«Суми-У» — «Спартак-ШВСМ» 20:46, 20:44
 11, 12 березня 2023 р., м. Ужгород  
«ЗУНУ-Енерго-ШВСМ» — «ДЮСШ-1-ХНУ» 22:27, 16:25
«ДонДУВС-ДЮСШ-4» — «Карпати-ШВСМ» -:+

## 1/4 фіналу
22, 23 квітня 2023 р., м. Бровари 
«Львівська політехніка-ЛФКС» — «Спартак-ШВСМ» 26:20, 26:29
«ДЮСШ-1-ХНУ» — «КОСФК» 29:22, 21:27

## Фінал чотирьох
Півфінал та фінал розіграшу жіночого Кубка України пройшов в Ужгороді 27—28 травня 2023 року. Півфінальні пари були визначені шляхом жеребкування 26 травня.

#### Турнірна таблиця
|  | Півфінал |                         |          |  |  |                   |                         |                   |
|  |          | «ДЮСШ-1-ХНУ»            | 21       |  |  |                   |                         |                   |
|  |          | «Галичанка»             | 40       |  |  | Фінал             | Фінал                   | Фінал             |
|  |          |                         |          |  |  |                   | «Галичанка»             | 27                |
|  | Півфінал | Півфінал                | Півфінал |  |  | «Карпати»         | 26                      |                   |
|  |          | «Львівська політехніка» | 26       |  |  |                   |                         |                   |
|  |          | «Карпати»               | 28       |  |  | Матч за 3-є місце | Матч за 3-є місце       | Матч за 3-є місце |
|  |          |                         |          |  |  |                   | «ДЮСШ-1-ХНУ»            | 24                |
|  |          |                         |          |  |  |                   | «Львівська політехніка» | 31                |

#### Фінал
| 28 травня 2023 фінал |

| «Галичанка» (Львів) | 27 — 26 | «Карпати» (Ужгород) |
| ------------------- | ------- | ------------------- |
|                     | [ 4 ]   |                     |

| «Золота гора» (Ужгород) Арбітр: Роман Піпаш, Артем Шевчук |

| 1                | в | Марія Поляк           |   |
| 3                |   | Олеся Дяченко         | 5 |
| 5                |   | Софія Голінська       | 1 |
| 6                |   | Анастасія Ткач        | 1 |
| 7                |   | Мар'яна Маркевич      | 7 |
| 11               |   | Ірина Прокоп'як       | 1 |
| 12               | в | Вікторія Салтанюк     |   |
| 13               |   | Людмила Мартинюк      | 1 |
| 14               |   | Владислава Слободян   | 5 |
| 19               |   | Марина Коновалова     |   |
| 20               |   | Катерина Козак        | 4 |
| 27               |   | Анастасія Мелекесцева | 2 |
| 33               |   | Діана Дмитришин       |   |
| 99               |   | Тетяна Поляк          |   |
| Головний тренер: |   |                       |   |
| Віталій Андронов |   |                       |   |

| 2                 |   | Ольга Макаренко     | 4  |
| 3                 |   | Мілана Шукаль       | 4  |
| 5                 |   | Вікторія Цибуленко  |    |
| 8                 |   | Тетяна Кильч        |    |
| 10                |   | Анастасія Свистак   | 1  |
| 11                |   | Дарина Кот          | 10 |
| 12                |   | Андріана Марцин     |    |
| 13                |   | Наталія Петровська  |    |
| 16                |   | Яна Резуненко       |    |
| 17                |   | Валерія Нестеренко  | 3  |
| 18                |   | Каріна Товтин       |    |
| 20                |   | Тетяна Волубцева    |    |
| 21                | в | Тетяна Готра        |    |
| 24                |   | Анастасія Полєтаєва | 3  |
| 33                |   | Каріна Колодюк      | 1  |
| 35                | в | Віолетта Равлусевич |    |
| Головний тренер:  |   |                     |    |
| Борис Петровський |   |                     |    |